# Margarida Casacuberta i Rocarols
Margarida Casacuberta Rocarols (Olot, Garrotxa, 1964) és una historiadora i investigadora en literatura contemporània a la Universitat de Girona.
Doctora en Filologia Catalana per la Universitat Autònoma de Barcelona, el seu camp de treball s'ha centrat en la narrativa catalana del segle xx i en la figura literària de Santiago Rusiñol, sobre el qual ha publicat Santiago Rusiñol: vida, literatura i mite (1997), Santiago Rusiñol i el teatre per dins (1999) i Els noms de Rusiñol (1999), entre d'altres. Així mateix, n'ha editat les obres publicades a L'Avenç, Màximes i mals pensaments, La niña gorda, En Josepet de Sant Celoni, El català de la Manxa i Teatre polèmic. Sobre els seus treballs de narrativa catalana del segle xx, destaquen les publicacions Els Jocs Florals de Girona, 1902-1935 (2010), Marian Vayreda i Vila, 1853-1903: la recerca d'una veu pròpia (2002), Víctor Català, l'escriptora emmascarada (2019). També ha traduït del francès obres d'Émile Zola, Georges Perec i Irène Némirovsky. És col·laboradora habitual en revistes com L'Avenç, Revista de Girona i en altres de mitjans de comunicació. Actualment, dirigeix la Càtedra Joan Vinyoli de Poesia Contemporània de Santa Coloma de Farners i la Càtedra Víctor Català d'Estudis sobre el Modernisme. Entre 2019 i 2020 va dirigir la Càtedra M. Àngels Anglada-Carles Fages de Climent de Patrimoni Literari, mentre Mariàngela Vilallonga fou consellera de cultura.

## Obres destacades
- 1997: Santiago Rusiñol: vida, literatura i mite
- 1999: Santiago Rusiñol i el teatre per dins
- 1999: Els noms de Rusiñol
- 2002: Marian Vayreda i Vila, 1853-1903: la recerca d'una veu pròpia
- 2010: Els Jocs Florals de Girona, 1902-1935
- 2019: Víctor Català, l'escriptora emmascarada